# Jakin
Jakin (Saber) és un grup cultural basc, revista i editorial. És la revista en llengua basca més veterana, està dedicada a la cultura i el pensament. Un dels principals membres de Jakin és el filòsof Joxe Azurmendi. Actualment, l'editor en cap de Jakin és Lorea Agirre.

## Història
Abans de la creació de la revista el 1956 Jakin era un grup cultural. El primer nom de la revista va ser Teologiaren Yardunak, i Nikolas Ormaetxea i Txillardegi, entre d'altres, va escriure allà.
La publicació va ser prohibida pel règim de Franco el 1969 i la publicació es va reprendre el 1977. Durant aquest període, Jakin començar la publicació de llibres. El grup i la revista Jakin ha estat una referència fonamental per a l'assaig en llengua basca.
El 2006, la revista va guanyar el premi Argizaiola.